# Maniskidul
Maniskidul is een bestuurslaag in het regentschap Kuningan van de provincie West-Java, Indonesië. Maniskidul telt 8541 inwoners (volkstelling 2010).